# なやばし夜イチ
なやばし夜イチ（なやばしよイチ）は、2010年の8月から開催している愛知県名古屋市中区の名古屋駅と伏見駅のほぼ中間地点に位置する納屋橋一帯を会場にした、「歩くだけでワクワクする名古屋人のエネルギーを感じる場所を作ろう！」をコンセプトにしたナイトマーケット。

## 概要
毎月第四金曜日：16：00～21：00に開催。年に数回、拡大ヨイチで二日間連続でやっている。
なやばし夜イチ実行委員会が主催している。
開催時には、堀川沿いに赤提灯と看板が立ち、ビール、熱燗などの酒類をはじめ、屋台料理、惣菜、焼き菓子などを販売している他に、様々なワークショップや写真、作品の展示がされることもある。